# Markgraafschap Hachberg
Hachberg was een tot de Zwabische Kreits behorend markgraafschap binnen het Heilige Roomse Rijk.

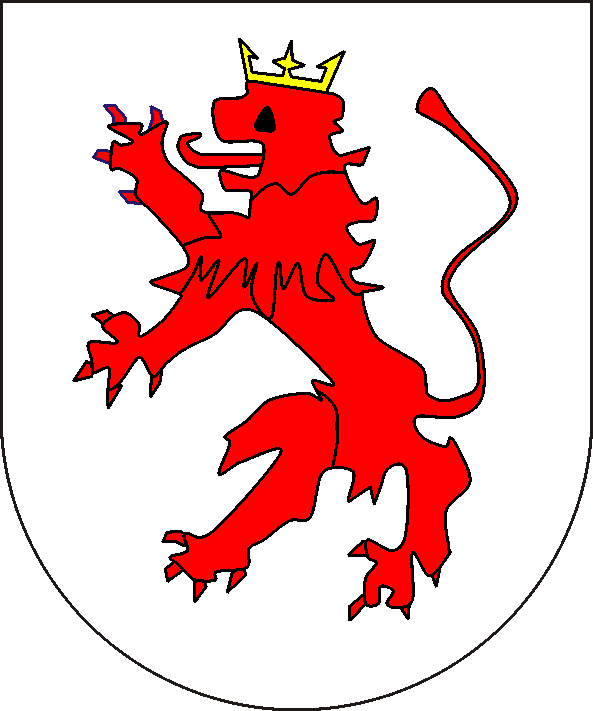
Markgraafschap Hachberg of landgraafschap Breisgau

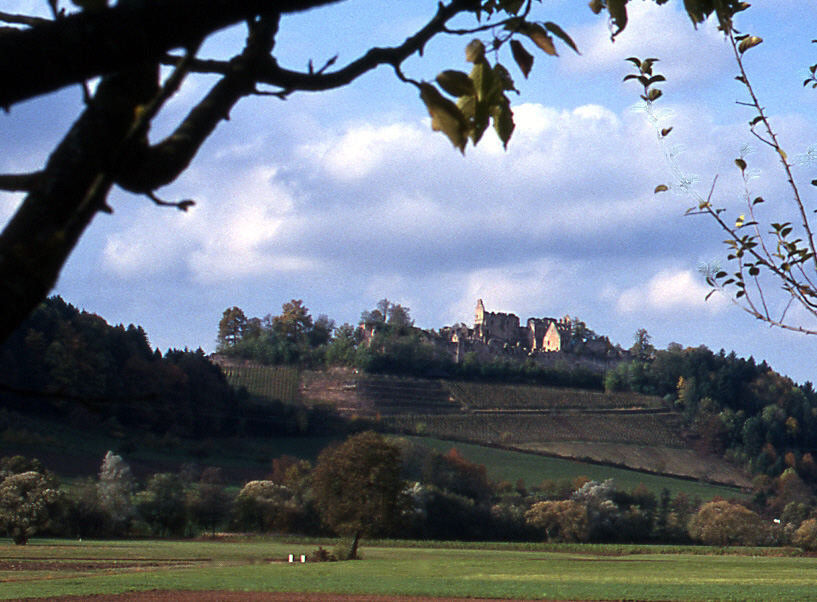
ruïne van de Hochburg

## Hachberg tot de vereniging met Baden in 1415
Hachberg (huidige naam Hochburg) is een burcht, gelegen tussen Emmendingen en Sexau in de Breisgau, Baden-Württemberg. Uit de bronnen zijn er heren van Hachberg bekend van 1102 tot 1197. De burcht was al vroeg in handen van een tak van de familie Zähringen gekomen, die zich later markgraaf van Baden zouden gaan noemen.
Na de dood van markgraaf Herman III van Baden in 1190 ontstond er een jongere linie te Hachberg. Deze heren noemden zich markgraaf van Hachberg. In 1305 werd het gebied verdeeld onder de zonen van Hendrik II:
- Hendrik III kreeg Hachberg (uitgestorven in 1418)
- Rudolf I kreeg Sausenberg (uitgestorven in 1503)

De laatste markgraaf Otto II verkocht het markgraafschap in 1415 aan markgraaf Bernhard I van Baden-Baden.

## Heersers van Hachberg van 1190 tot 1415
| regering  | naam        | overleden | familie             |
| --------- | ----------- | --------- | ------------------- |
| 1190-1231 | Hendrik I   | 2-7-1231  | zoon van Herman III |
| 1231-1290 | Hendrik II  | 1297/9    | zoon                |
| 1290-1330 | Hendrik III | 1330      | zoon                |
| 1330-1369 | Hendrik IV  | 1369      | zoon                |
| 1369-1386 | Otto I      | 9-7-1386  | zoon                |
| 1386-1409 | Johan       | 1411      | broer               |
| 1386-1409 | Hesso       | 12-5-1410 | broer               |
| 1410-1415 | Otto II     | 1418      | zoon                |

## Hachberg als deel van het markgraafschap Baden
Ten gevolge van de delingen van 1515 en 1535 kwam Hachberg bij het markgraafschap Baden-Durlach.
Van 1584 tot 1591 bestond er een afzonderlijke linie Baden-Hachberg. Markgraaf Jakob III werd in 1589 katholiek, maar een mogelijke rekatholisering van het land werd door zijn dood verhinderd.
Nadat Franse troepen in 1688 het slot hadden verwoest, werd de bestuurszetel verlegd naar Emmendingen. Het land werd bestuurd als hoofdambt van Baden.
| regering     | naam        | geboren   | overleden | familie           |
| ------------ | ----------- | --------- | --------- | ----------------- |
| 1577/84-1590 | Jacob III   | 26-5-1562 | 17-8-1590 | zoon van Karel II |
| 1590-1591    | Ernst Jacob | 24-8-1590 | 2-3-1591  | zoon              |